# 안동시장
안동시장(安東市長)는 경상북도 안동시의 시장이다. 본 문서는 역대 안동시 시장을 정리한 것이다.

## 역대 시장

### 통합 이전 시장
| 대수 | 이름   | 임기                             |
| ---- | ------ | -------------------------------- |
| 초대 | 이규홍 | 1963년 1월 1일~1964년 1월 17일   |
| 2대  | 박돈양 | 1964년 1월 18일~1966년 5월 12일  |
| 3대  | 김한엽 | 1966년 5월 13일~1967년 1월 9일   |
| 4대  | 권태룡 | 1967년 1월 10일~1967년 11월 15일 |
| 5대  | 이승희 | 1967년 11월 16일~1970년 3월 2일  |
| 6대  | 김각현 | 1970년 3월 3일~1971년 8월 2일    |
| 7대  | 이상배 | 1971년 8월 21일~1973년 11월 2일  |
| 8대  | 김인휴 | 1973년 11월 5일~1976년 4월 3일   |
| 9대  | 이동진 | 1976년 4월 4일~1978년 8월 1일    |
| 10대 | 황귀암 | 1978년 8월 2일~1980년 4월 3일    |
| 11대 | 이승희 | 1980년 4월 4일~1980년 7월 9일    |
| 12대 | 황윤기 | 1980년 7월 31일~1980년 11월 29일 |
| 13대 | 이상호 | 1980년 12월 5일~1983년 4월 14일  |
| 14대 | 이동진 | 1983년 4월 16일~1985년 3월 10일  |
| 15대 | 신우균 | 1985년 3월 11일~1988년 6월 11일  |
| 16대 | 조영찬 | 1988년 6월 12일~1988년 12월 31일 |
| 17대 | 이원식 | 1989년 1월 1일~1989년 7월 1일    |
| 18대 | 김희윤 | 1989년 7월 2일~1990년 5월 3일    |
| 19대 | 박응규 | 1990년 5월 4일~1991년 12월 25일  |
| 20대 | 김재학 | 1991년 12월 26일~1993년 3월 14일 |
| 21대 | 김규재 | 1993년 3월 15일~1994년 4월 30일  |
| 22대 | 노병용 | 1994년 5월 1일~1994년 12월 31일  |

### 통합 이후 시장
| 대수 | 이름   | 임기                           |
| ---- | ------ | ------------------------------ |
| 초대 | 노병용 | 1995년 1월 1일~1995년 6월 30일 |
| 2대  | 정동호 | 1995년 7월 1일~1998년 6월 30일 |
| 3대  | 정동호 | 1998년 7월 1일~2002년 6월 30일 |
| 4대  | 김휘동 | 2002년 7월 1일~2006년 6월 30일 |
| 5대  | 김휘동 | 2006년 7월 1일~2010년 6월 30일 |
| 6대  | 권영세 | 2010년 7월 1일~2014년 6월 30일 |
| 7대  | 권영세 | 2014년 7월 1일~2018년 6월 30일 |
| 8대  | 권영세 | 2018년 7월 1일~2022년 6월 30일 |
| 9대  | 권기창 | 2022년 7월 1일 ~               |

## 같이 보기
- 안동시장 선거